# Gorenje Karteljevo
Gorenje Karteljevo este o localitate din comuna Novo mesto, Slovenia, cu o populație de 146 de locuitori.